# Lạc Sơn Đại Phật
Lạc Sơn Đại Phật (tiếng Trung giản thể: 乐山大佛, phồn thể: 樂山大佛, bính âm: Lèshān Dàfó), còn gọi là Lăng Vân Đại Phật hay Gia Định Đại Phật, là tượng Phật bằng đá cao nhất thế giới. Bức tượng Phật Di Lặc này được tạc vào vách đá Thê Loan của núi Lăng Vân, nằm ở chỗ hợp lưu của ba con sông là Dân Giang, Đại Độ và Thanh Y ở miền nam tỉnh Tứ Xuyên của Trung Quốc, cách địa cấp thị Lạc Sơn khoảng 3 km về phía đông. Bức tượng đá đối mặt với Nga Mi Sơn, và dòng sông chảy dưới chân của Phật.
Người khởi xướng kiến tạo Lạc Sơn Đại Phật là Hòa thượng Hải Thông, một nhà sư của Lăng Vân Tự trên núi Lăng Vân. Một ngày nọ, hòa thượng Hải Thông đứng trên núi, nhìn xuống nơi hội tụ của ba con sông (Mân Giang, Đại Độ, Thanh Y), thế nước hung hãn chảy xiết như thiên binh vạn mã, đập vào vách núi như muốn thét muốn gào. Thuyền bè qua lại nơi đây thường xuyên gặp tai ương. Hòa thượng Hải Thông trong lòng vô cùng đau xót. Ông nghĩ, trong thế nước điên cuồng kia hẳn là có thủy quái. Thế là nhà sư phát nguyện xây dựng tượng Phật, hy vọng sức mạnh của Phật pháp vô biên sẽ thu phục được thủy quái, bảo vệ bình an cho người dân và thuyền bè qua lại.
Hòa thượng Hải Thông cực khổ đi khắp nơi hóa duyên ròng rã suốt 20 năm trời mới gom góp được một khoản tiền cho việc tạc tượng Phật. Theo “Phật tổ thống kỷ” thuật lại, cảnh tượng khi hòa thượng Hải Thông khai tạc tượng Phật vô cùng hùng tráng: “Trên vách núi Lăng Vân kẻ qua người lại, tiếng búa vang như sấm, tiếng đá văng như mưa, từng mảnh đá ầm ầm rơi xuống rung chuyển cả một vùng, thủy quái cũng khiếp sợ”.
Bấy giờ, tại Gia Châu có một viên tham quan, nghe nói hoà thượng hóa duyên được nhiều ngân lượng liền nảy sinh ý muốn nhòm ngó. Hòa thượng Hải Thông kiên quyết từ chối, tức giận mắng rằng: “Ngươi có thể lấy mắt của ta, chứ đừng hòng động đến số ngân lượng dùng để tạc tượng Phật”. Nói xong, ông liền tự mình móc mắt đưa cho viên quan nọ. Viên quan chứng kiến cảnh ấy thì vô cùng kinh hãi, lập tức bước đi ngay. Vì quá sợ hãi, ông ta quên mất rằng phía sau lưng mình là vách đá nên đã trượt chân rơi xuống vách núi. Sau đó đôi mắt lại bay trở về với hòa thượng Hải Thông. Những tên tham quan đi cùng nhìn thấy hết thảy đều run sợ trước Phật pháp nhiệm màu, không dám đòi ngân lượng của hoà thượng nữa.
Khi bức tượng được thực hiện xong một nửa thì Hòa thượng Hải Thông viên tịch, công trình buộc phải ngừng lại. Mười năm sau khi Hải Thông hòa thượng viên tịch, tiết độ sứ Kiếm Nam Tây Châu là Chương Cừu Kiêm Quỳnh đã quyên góp 200 ngàn lượng vàng để tiếp tục công trình. Vì công trình vĩ đại, cũng cần lượng kinh phí lớn, nên triều đình đã đặc biệt ban thưởng cho địa phương khoản thuế dầu gai sung làm kinh phí tạc tượng Phật.Khi tạc tới đầu gối của pho tượng, Chương Cừu Kiêm Quỳnh do có công trong việc xây dựng tượng Phật, được bổ nhiệm làm Thượng thư bộ hộ nên phải vào kinh nhậm chức, công trình tôn tạo Đại Phật lại một lần nữa buộc phải dừng lại.
Mãi tới năm Trinh Nguyên thứ tư thời Đường Đức Tông (năm 788), Vi Cao làm tiết độ sứ Tây Châu, lại cho triệu tập thợ đá và quyên góp tiền bạc thì công trình mới có thể tiếp tục. Với sự nỗ lực của 3 thế hệ, sau hơn 90 năm, cuối cùng Lạc Sơn Đại Phật cũng được hoàn thành, áo cà sa lộng lẫy cùng với dáng vẻ uy nghiêm khiến toàn thân tượng Phật tỏa ánh kim huy hoàng.
Người ta cũng lưu truyền một truyền thuyết khác về ba pho tượng Phật Lạc Sơn. Theo ghi chép của “Thái Bình trấn chí” (địa chí trấn Thái Bình), một ngày nọ có đám mây mù từ trên trời giáng xuống. Từ trong mây, một vị hòa thượng hiền từ nói: “Tứ Xuyên có ba vị Phật, là ba anh em, Đại Phật rửa chân ở Lạc Sơn, Nhị Phật nằm ngủ ở huyện Vinh, Tam Phật ngồi ở đây canh Ngàn Phật”. Vách đá Ngàn Phật đối diện Thái Bình tự. Vị tăng nhân nói xong liền hóa thành làn khói xanh biến mất.
Thực tế, bản thân ngọn núi Ô Vưu và núi Lăng Vân nơi Lạc Sơn Đại Phật tọa lạc chính là một pho tượng tự nhiên đồ sộ mang dáng hình một vị Phật lớn đang nằm ngủ, tuy đã tồn tại ngàn vạn năm, nhưng chưa từng có ai nhận ra. Mãi đến ngày 11 tháng 5 năm 1985, một lão nông tên Phan Hồng Trung ở Thuận Đức (Quảng Đông) vô tình chụp được một bức ảnh, mới kinh ngạc phát hiện “dáng núi như vị Phật đang nằm ngủ”. Như một sự trùng hợp kỳ diệu, Lạc Sơn Đại Phật lại ngồi ngay ngắn tại vị trí trái tim của Phật ngủ khổng lồ này, dường như tương ứng với ngụ ý “tâm tức là Phật” của các thợ điêu khắc tượng Phật nhà Đường, trở thành kỳ quan “Phật trung hữu Phật” (trong Phật có Phật).
Với chiều cao 71 mét, bức tượng mô tả Phật Di Lặc đang ngồi với hai tay đặt trên đầu gối. Thân của tượng Phật cao 59,98 m, đầu cao 14,7 m, rộng 10 m, mắt rộng 3,3 m, mũi dài 5,6 m, miệng rộng 3,3 m, tai dài 7 m, cổ cao 3 m, vai rộng 28 m, thân thể rộng 28,5 m, chân dài 10,3 m, rộng 9 m. Đỉnh đầu có 1.021 búi tóc và móng tay nhỏ nhất cũng đủ lớn để có thể đủ cho một người ngồi vào. Hai bên tượng Phật có hai hộ pháp, cao khoảng 16 m, rộng khoảng 6 m, thân mặc chiến bào, tay cầm pháp khí.
Khu Vực Nga Mi Sơn với phong cảnh đẹp, bao gồm cả khu vực có Lạc Sơn Đại Phật đã được liệt kê trong danh sách của UNESCO như là di sản thế giới kể từ ngày 6 tháng 12 năm 1996.

Thư viện ảnh

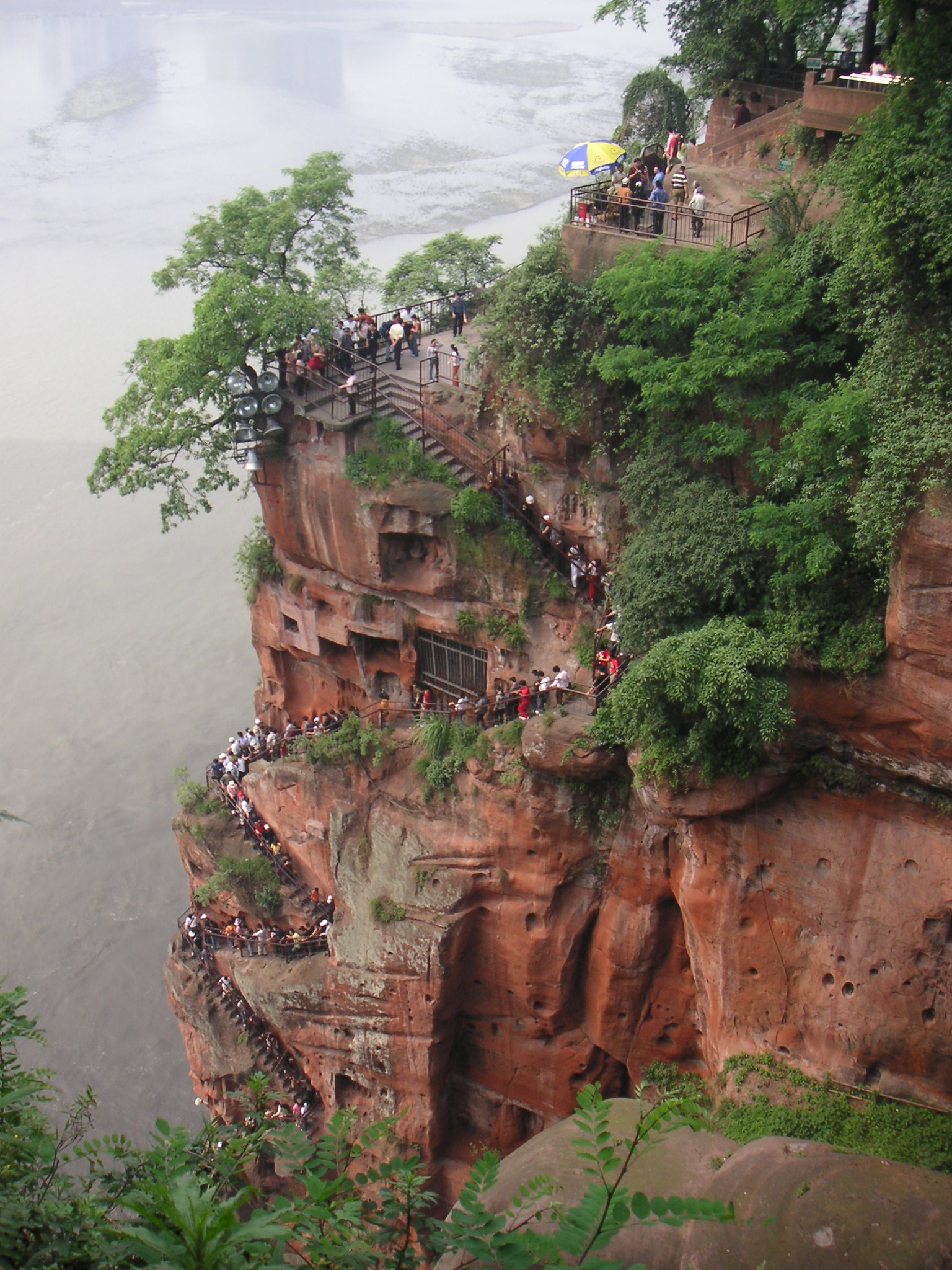
Núi Lạc Sơn và đường lên tượng
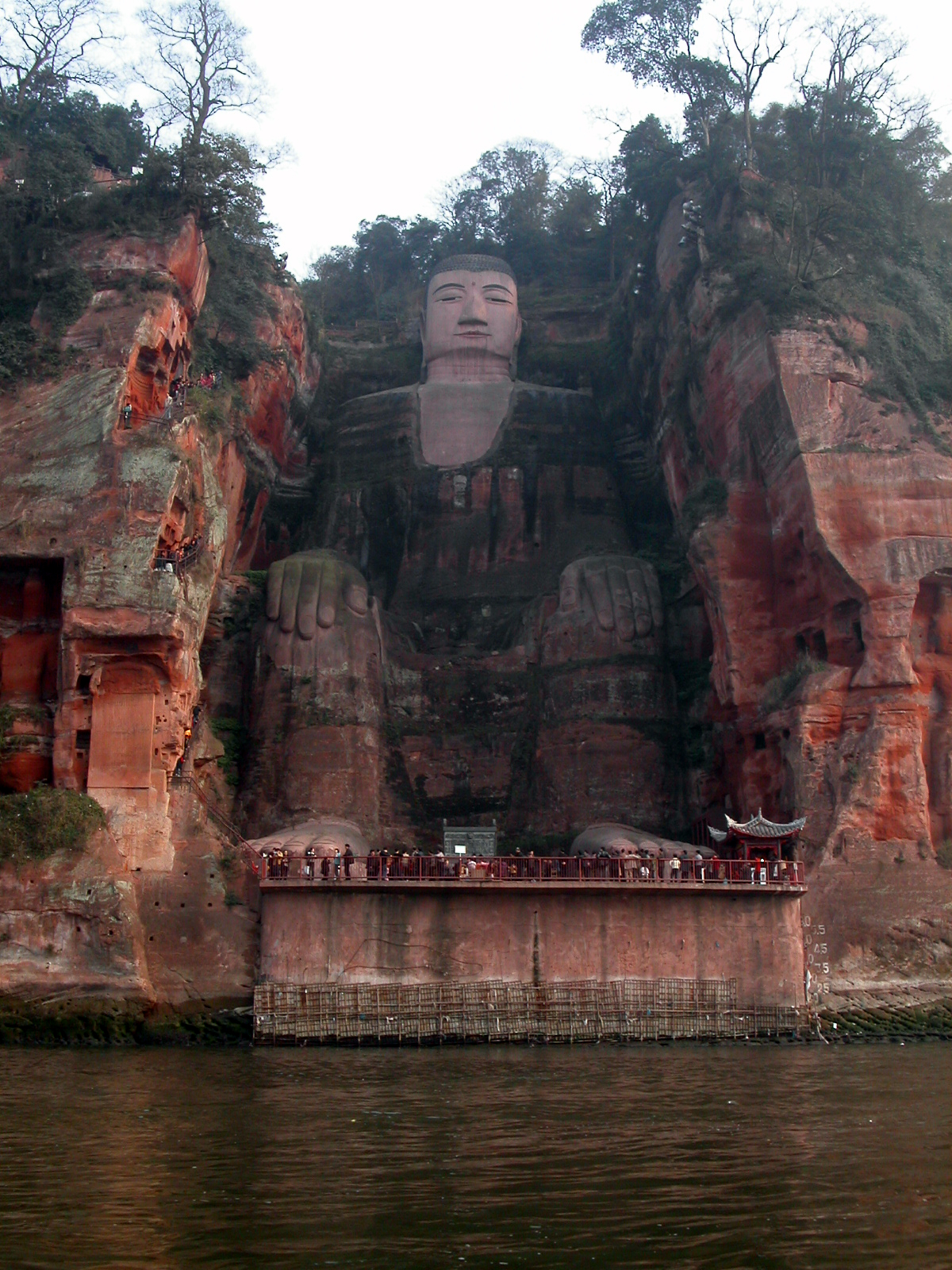
Tượng Phật nhìn từ mặt nước lên
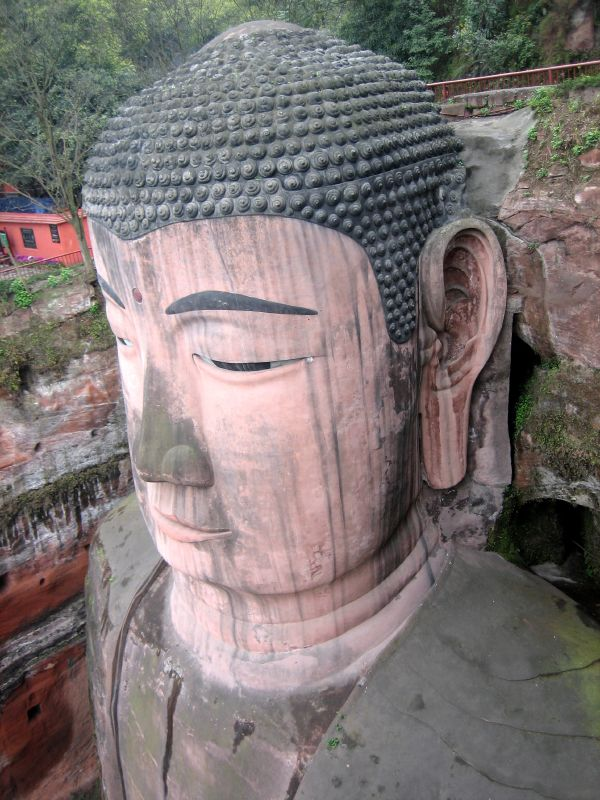
Đầu tượng Phật
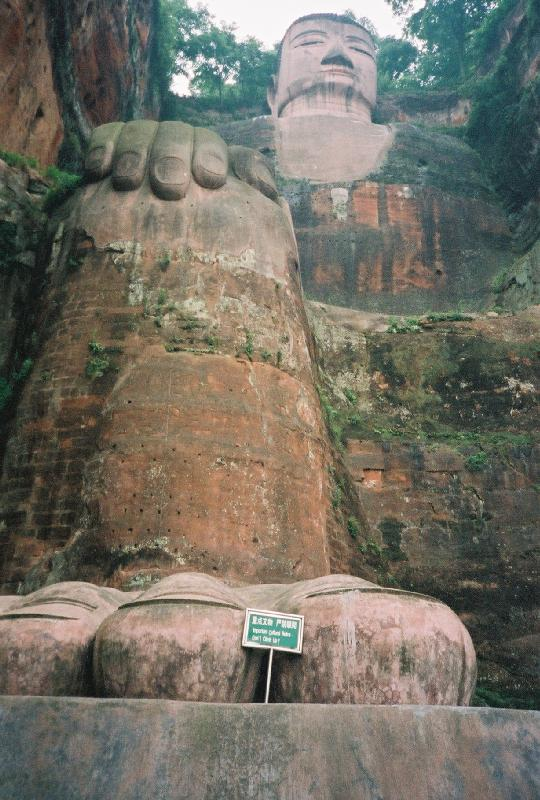
Lạc Sơn Đại Phật nhìn từ mặt đất lên
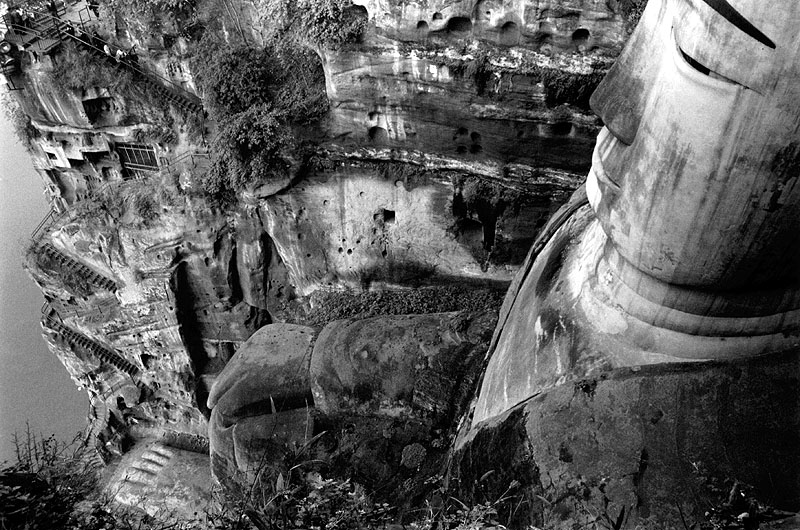
Đại Phật nhìn từ trên cao
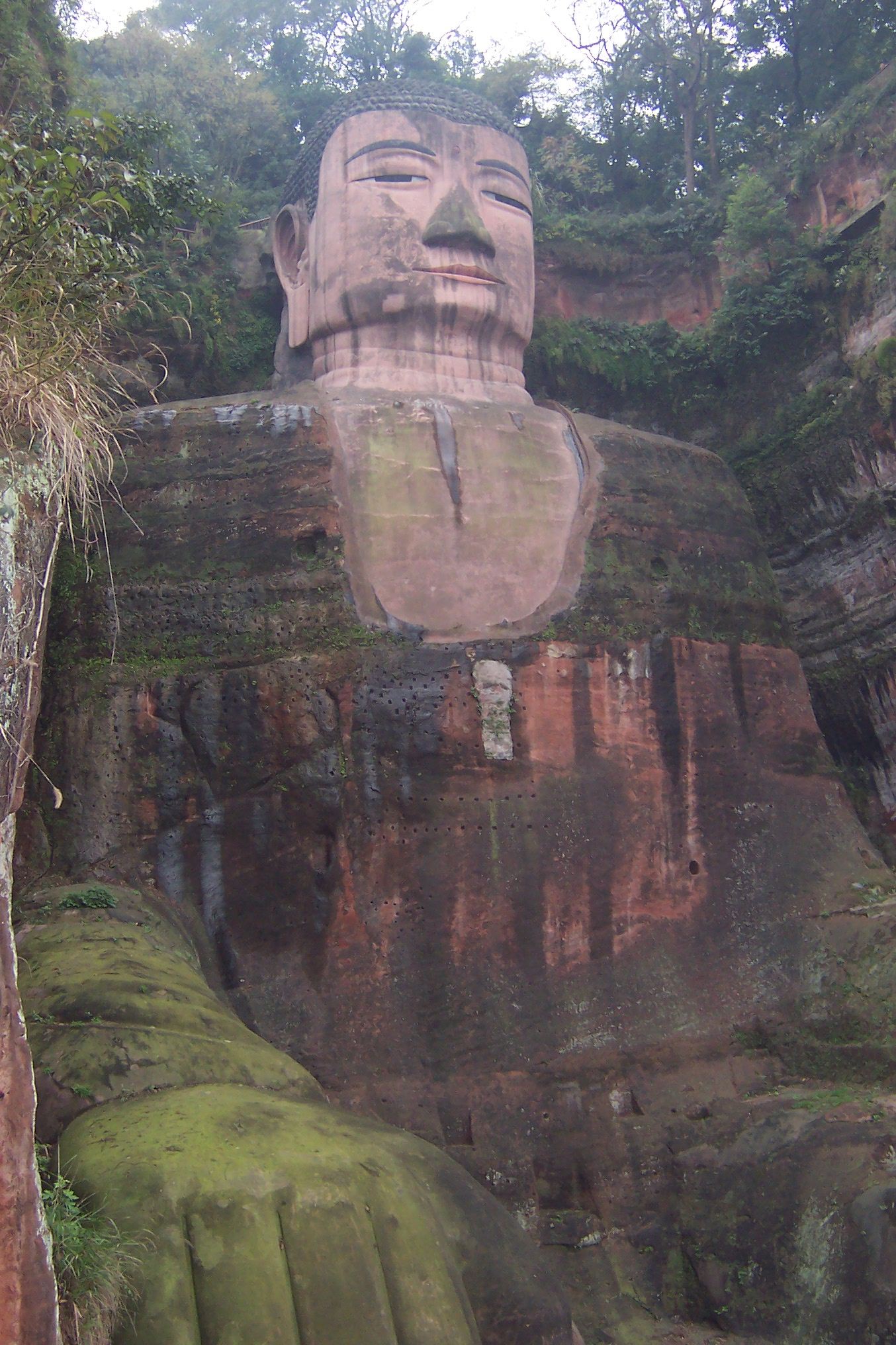
Đại Phật nhìn từ các bậc thang
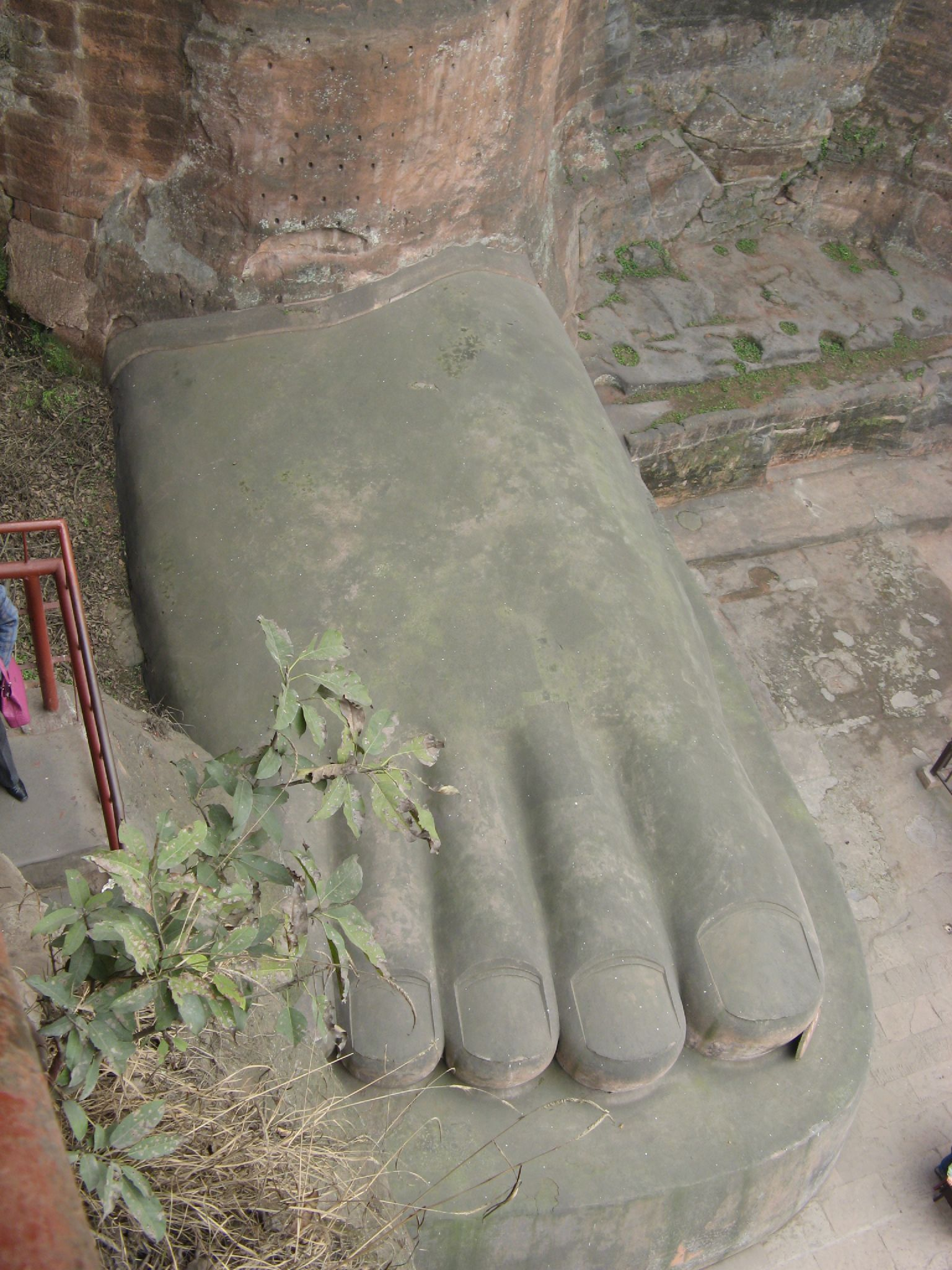
Chân, ngón chân và móng chân Phật
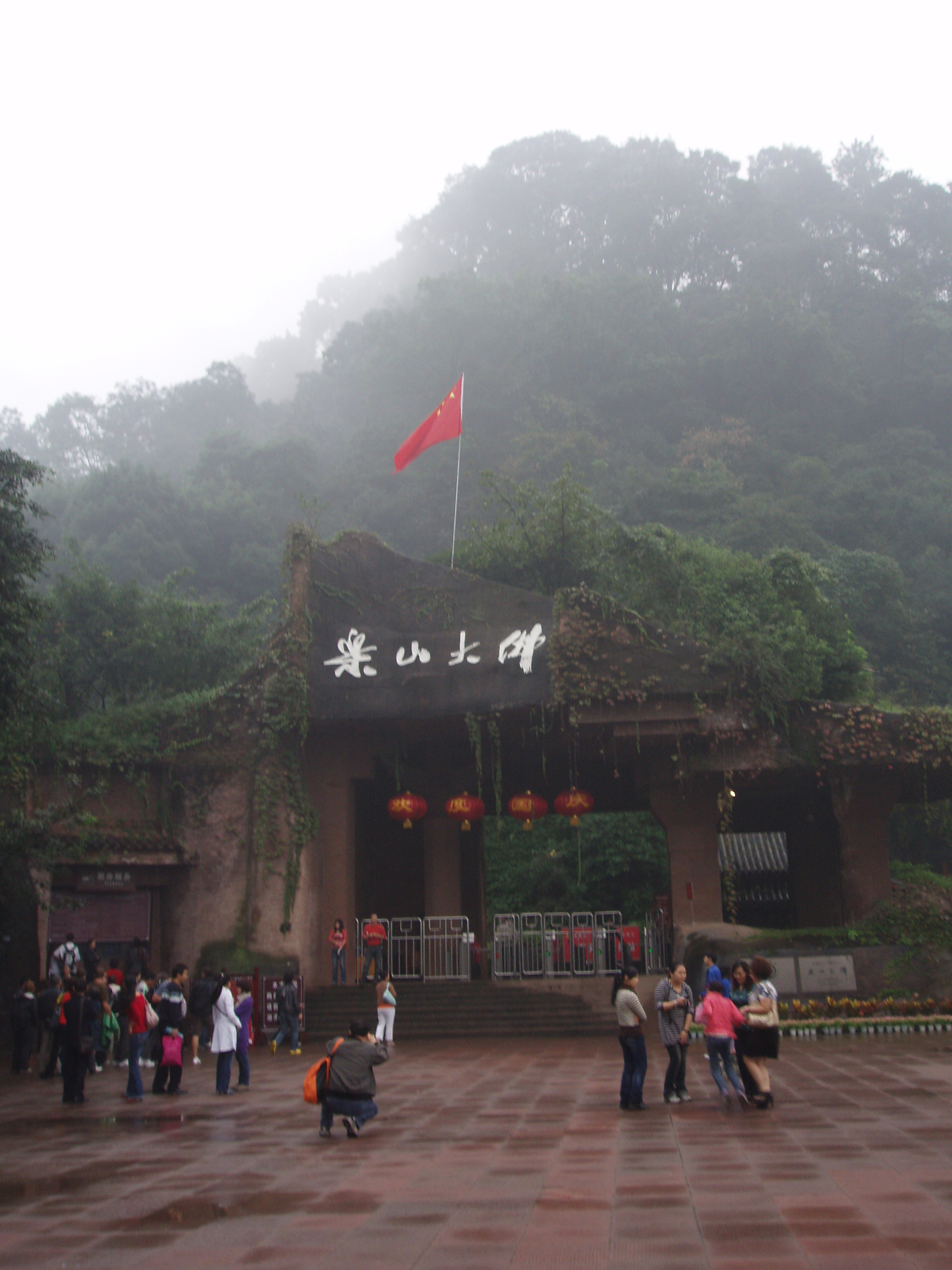
Lối vào nơi cảnh quan